# فروغ شهاب
فروغ شهاب (زاده ۱ فروردین ۱۲۸۷، درگذشت ۱۳۷۸) نویسنده و مترجم ایرانی، دختر میرزا یحیی دولت‌آبادی بود.
وی در تهران به دنیا آمد و در تهران و بروکسل تحصیل کرد و در رشته تعلیم و تربیت و روان‌شناسی فارغ‌التحصیل شد. او کتاب تربیت احساساتی اثر گوستاو فلوبر را به فارسی برگردانده است. چند رمان به فارسی و فرانسه نیز نوشت، از جمله شمارش معکوس: داستان کودکی من (آمریکا، ۱۳۶۳) و رمانی به نام سه هزار و یک شب (تهران، ۱۳۶۸) که دربارهٔ زندگی زنان در عصر قاجار است.
او از سال ۱۳۴۵ در آمریکا اقامت داشت و از این رو بیشتر آثارش در خارج از ایران به چاپ رسیده‌است. ناشر آثار او در آمریکا شرکت کتاب بود که در دهه ۸۰ میلادی با همکاری ایرج گرگین بزرگداشتی برای او در دانشگاه یو سی ال ای برپا کرد.
فاطمه ابطحی، نویسنده و مترجم و همچنین یوسف، سیف الله، مینا و مریم شهاب فرزندان او هستند.

## تأسیس مدارس دختران
در دوران رضا شاه گروه کوچکی از زنان تحصیلکرده ایرانی پیشگام تأسیس مدارس دختران شدند. از جمله این افراد فروغ شهاب و صدیقه دولت‌آبادی بودند که به فعالیت‌های عمومی دیگری نیز در زمینه حقوق زنان می‌پرداختند.